# Recent Researches in the Music of the Middle Ages and Early Renaissance
Recent Researches in the Music of the Middle Ages and Early Renaissance ist eine Editionsreihe mit Musik des Mittelalters und der Frührenaissance, die seit 1975 erscheint. Ihr erster Band waren die Secular Pieces (Weltlichen Stücke) von Johannes Martini. Derzeitige Chefredakteurin ist Rebecca Maloy. Die Reihe enthält Musik aus der Zeit von 500 bis 1500.

## Inhaltsübersicht
- 1. Johannes Martini. Secular Pieces
- 2–8. The Montpellier Codex
- 9–10. Johannes Vincenet. The Collected Works of Vincenet
- 11–13. The Conductus Collections of Ms Wolfenbüttel 1099
- 14. Fors Seulement, Thirty Compositions for Three to Five Voices or Instruments from the Fifteenth and Sixteenth Centuries
- 15. Johannes Cornago. Complete Works
- 16–26. Beneventanum Troporum Corpus
- 29. The Florence Laudario: An Edition of Florence, Biblioteca Nazionale Centrale, Banco Rari 18
- 30–33. Early Medieval Chants from Nonantola
- 34–35. Johannes Martini. Masses
- 36. De tous biens plaine: Twenty-Eight Settings of Hayne van Ghizeghem's Chanson
- 37. Fortuna desperata: Thirty-Six Settings of an Italian Song
- 38. Monophonic Tropes and Conductus of W1
- 39. Johaness Martini and Johannes Brebis. Sacred Music, Part 1: Hymns, Magnificats, Motets, and Passions
- 40. Johaness Martini and Johannes Brebis. Sacred Music, Part 2: Psalms
- 41. Philip the Chancellor. Motets and Prosulas